# 文化路街道 (遵化市)
文化路街道，是中华人民共和国河北省唐山市遵化市下辖的一个乡镇级行政单位。

## 行政区划
文化路街道下辖以下地区：
贸易城社区、文海社区、通华社区、文礼社区、文茂社区、海南社区、海翔社区、文柏社区、海泉社区、镇海社区、海金社区、文宝社区和海涧社区。